# Білорусь насамперед!
Білорусь насамперед! (біл. Беларусь перадусім!, Biełaruś pieradusim!!) — патріотичний заклик, спрямований на пробудження національних та громадянських почуттів, консолідацію білорусів на захист свободи, незалежності своєї країни, рідної мови, цілої національної культури. Однак це покликання набагато менш відоме, ніж «Живе Білорусь!».

## У мистецтві
Білоруський національний діяч у Республіці Польща Альбін Стопович написав пісню « Білорусь насамперед! ", Який мав рефрен:
Отже, на щастя, день прекрасний,
Або в погані коричневі дні
Зустріньте перший дзвінок людей:
Білорусь насамперед!
Згодом ця пісня стала гімном Спілки білоруської молоді та увійшла до «<i id="mwGw">Молодіжної пісенниці</i>».
Магазин білоруської національної символіки "Мій куточок моди " випустив серію тишоток, в якій крім зображення написано гасло "Білорусь перш за все".

## Курйози
- 15 листопада 2016 року в Гродно відбулась презентація книги, присвяченої Генадзю Буравкіну, під назвою "Насамперед Білорусь".[3]
- У 2012 році "група JAR " випустила альбом "Belarus first" пісня з однойменною назвою.[4]
- Гасло «Білорусь насамперед» частіше використовується Зеноном Позняком.[5][6][7]

### У ЗМІ
- Напередодні Дня Волі Борис Хамайда нагадав вітебчанам, що «Білорусь насамперед! [Архівовано 13 липня 2020 у Wayback Machine.] » [Архівовано 13 липня 2020 у Wayback Machine.]
- "Білорусь насамперед! [Архівовано 7 квітня 2021 у Wayback Machine.] Борис Хамайда вітає вітебчан з Днем Волі [Архівовано 7 квітня 2021 у Wayback Machine.]
- БІЛОРУСЬ! [Архівовано 8 липня 2020 у Wayback Machine.] ОБОРОНИТИ СВОЮ КРАЇНУ! [Архівовано 8 липня 2020 у Wayback Machine.]
- Заява Партії БНФ від 17 березня 2020 року: "Білорусь насамперед" [Архівовано 19 вересня 2020 у Wayback Machine.]